# Мосмарт
«Мосма́рт» — российская сеть розничной торговли, функционировавшая с 2003 по 2011 годы. Штаб-квартира — в Москве.

## История
Сеть основана в 2003 году. Планировалось развитие сети на Украине.

### Проблемы в связи с экономическим кризисом
Сеть «Мосмарт» в связи с экономическим кризисом стала испытывать серьёзные проблемы. В конце декабря 2008 года сеть вошла в список компаний, которые получат господдержку в период кризиса. В феврале 2009 года общая сумма исков, поданных в Московский Арбитражный суд за период с сентября 2008 по февраль 2009 от поставщиков продукции к ЗАО Мосмарт, превысила 600 млн рублей. К лету 2009 года сеть фактически прекратила свою работу.
Летом 2009 года контроль над сетью был передан прежними собственниками Сбербанку. В сентябре-октябре 2009 года возобновились поставки в ряд магазинов сети, заработал распределительный центр.
Арбитражный суд Москвы на заседании 23 декабря 2010 года признал несостоятельным (банкротом) ЗАО «Мосмарт». Ещё несколько юридических лиц группы находились в процессе банкротства в начале 2011 года.
К марту 2011 года под брендом «Мосмарт» работало лишь четыре гипермаркета в Москве и один на арендованных площадях в Воскресенске. Тогда же было объявлено о продаже остатков сети владельцу «Седьмого континента» Александру Занадворову, который собирается переформатировать их в гипермаркеты «Наш». Сумма сделки составила символические €1,7 тыс., также новому владельцу достался долг «Мосмарта» в размере €350 млн

## Собственники и руководство
Основными акционерами компании до лета 2009 года были Михаил Безелянский и Андрей Шелухин, впоследствии вынужденные уступить контроль над «Мосмартом» за долги Сбербанку.

## Деятельность
Сеть «Мосмарт» развивала три торговых формата: «Гипермаркет» (6-18 тыс. м²), «Макси» (4-6 тыс. м²), «Экспресс» (1-4 тыс. м²) и «Мосмартик» (0,08-1 тыс. м²). В ноябре 2008 г. объявила о закрытии всех 54 «магазинов у дома» «Мосмартик» в Москве и Московской области.
По состоянию на конец декабря 2010 года сеть объединяла 17 торговых объектов в различных городах России, среди которых Москва, Новокузнецк, Сургут, Оренбург, Ульяновск, Чебоксары, Новосибирск, Тюмень, Уфа и др.
Выручка «Мосмарта» в 2007 году — $748 млн. Во втором квартале 2010 года розничная выручка компании составила 2,178 млрд руб.